# Campo Williams

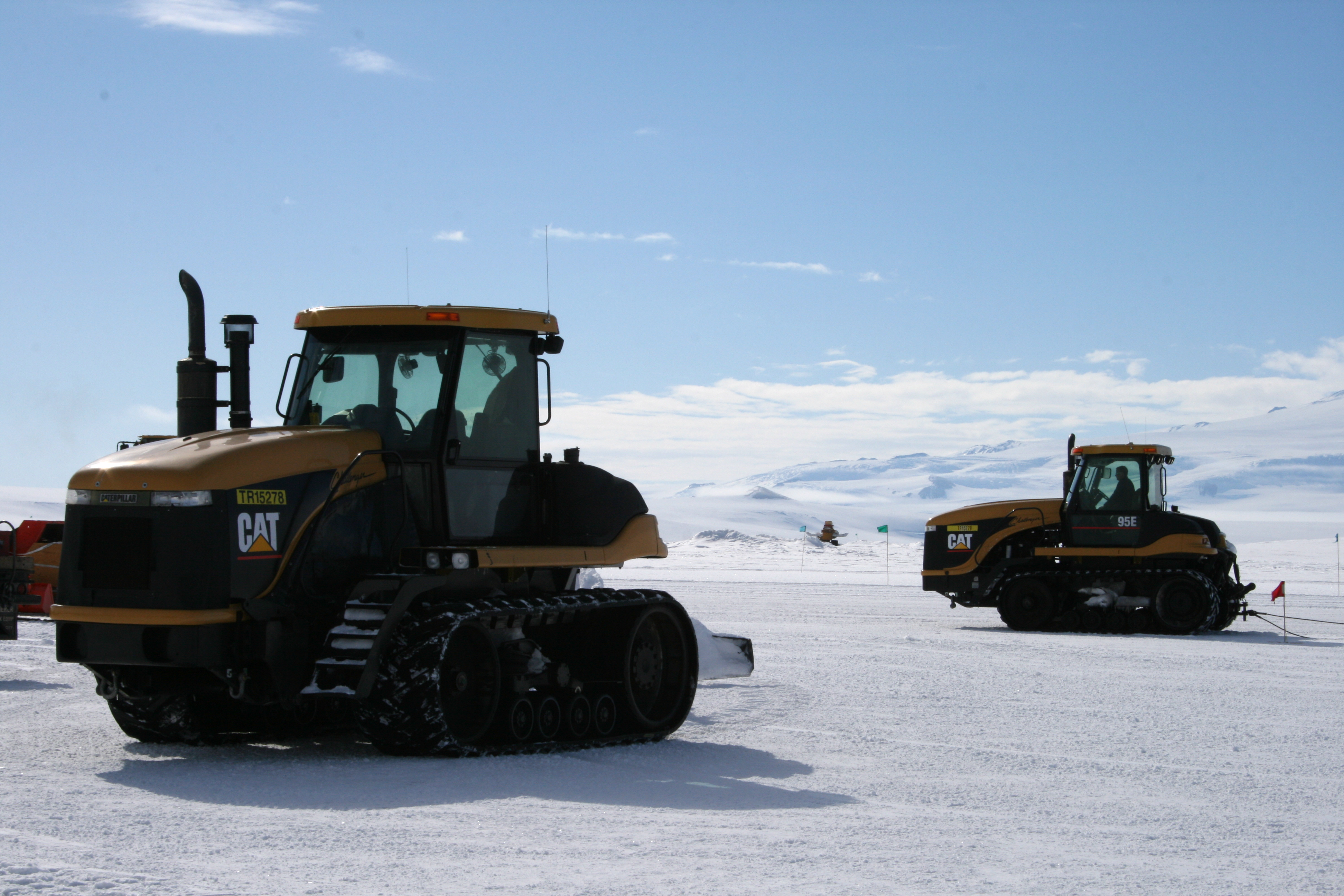
Máquinas Caterpillar Challenger trabajando en la pista

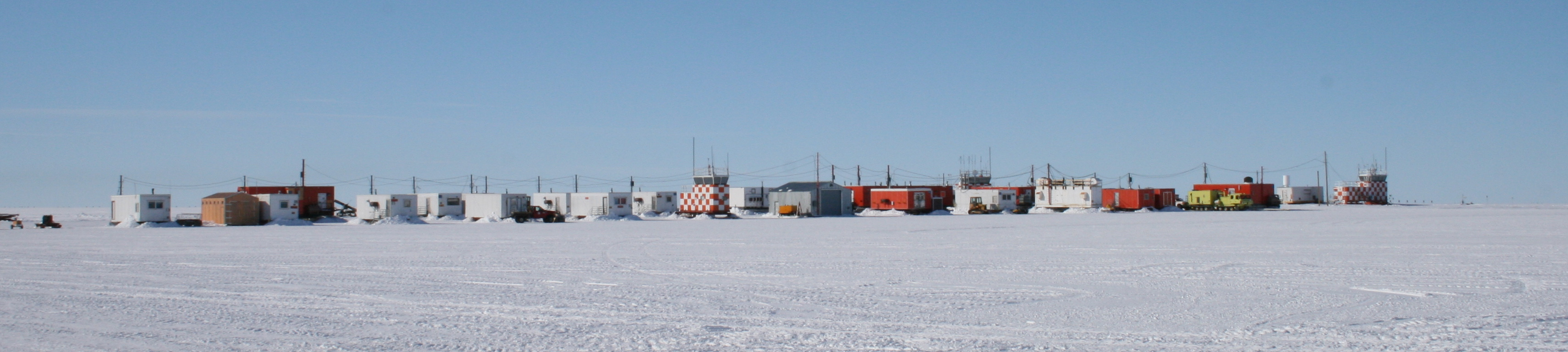
Estructuras de apoyo en Campo Williams, vistas desde la línea de carga.

El aeródromo Campo Williams (ICAO: NZWD) (en inglés: Williams Field o Willy Field) es un aeródromo del Programa Antártico de los Estados Unidos próximo a la Base McMurdo en la barrera de hielo McMurdo, que es una parte de la barrera de hielo Ross en la Antártida. 
Campo Williams consiste de dos pistas de nieve que tienen aproximadamente 8 metros de nieve compacta, que está encima de 80 metros de hielo, flotando sobre más de 550 metros de agua. El aeropuerto, que está a aproximadamente siete millas de la isla de Ross, sirve a la Base McMurdo y a la Base Scott de Nueva Zelanda. Hasta la temporada de verano 2009-2010, Campo Williams fue el principal campo de aviación para las operaciones de aeronaves en la Antártida.
Fue nombrado en homenaje a Richard T. Williams, un marino de la Armada de los Estados Unidos que se ahogó cuando su tractor Caterpillar D8 rompió el hielo el 6 de enero de 1956. Williams y otros participaban en la primera Operación Deep Freeze, una misión militar estadounidense que construyó la base permanente de McMurdo para participar en el Año Geofísico Internacional (1957–1958).

## Operación
La pista está típicamente en operación desde diciembre hasta fines de febrero. Otros aeródromos de la Base McMurdo son: Aeródromo Ice Runway (octubre a diciembre) y Campo Pegasus usado de agosto a diciembre en cada temporada.
El Campo Williams es localmente conocido como "Willy's Field." El aeródromo es una superficie de nieve preparada que puede soportar aterrizajes de aviones equipados con esquíes únicamente. Un grupo de instalaciones para las operaciones de vuelo, que son referidas como "Willy Town", incluye varias filas de contenedores para los trabajadores y una galería. Algunos de los edificios son relocalizados para apoyar las operaciones de vuelo en la pista del hielo de Campo Pegasus. Willy Field Tavern, un bar en el aeródromo, cerró en 1994.
El combustible de aviación en Campo Williams es bombeado por una tubería flexible de 16 km desde la Base McMurdo. El combustible se almacena en un máximo de 12 tanques. Los tanques de combustible, al igual que otras estructuras en el campo de aviación, están montados en esquíes o rodamientos. El combustible para calefacción y el generador se transporta al aeródromo en camiones tanques desde la Base McMurdo, con los combustibles almacenados en estructuras individuales.
Las extraordinarias condiciones encontradas en Campo Williams incluyen el hecho de que el aeródromo está en un lento deslizamiento continuo hacia el mar. El movimiento hacia el mar de la barrera de hielo McMurdo sobre la cual está el aeródromo, ha obligado a que Campo Williams fuera reubicado en tres ocasiones desde su construcción original, la última durante la temporada 1984-1985.
Luego de eso, el personal alojado en Campo Williams vive en edificios construidos en trineos para facilitar la reubicación. En el pasado, hasta 450 personas fueron alojadas en el aeródromo, según la Fundación Nacional para la Ciencia. En 1994 esta fundación construyó dos edificios de dormitorios en la Base McMurdo y comenzó a transportar personal a Campo Williams utilizando varios vehículos, incluyendo Foremost Delta II y furgonetas Ford E-350.

## Aviones que corrientemente usan el aeródromo
- Lockheed LC-130 de New York Air National Guard
- Basler BT-67 de Kenn Borek Air
- de Havilland Canada DHC-6 Twin Otter de Kenn Borek Air